# Silometopus nitidithorax
Silometopus nitidithorax là một loài nhện trong họ Linyphiidae.
Loài này thuộc chi Silometopus. Silometopus nitidithorax được Eugène Simon miêu tả năm 1914.